# Rhizopus oligosporus
Ризопус олігоспорус (Rhizopus oligosporus) — вид цвілевих грибів роду Ризопус (Rhizopus). Сучасну біномінальну назву надано у 1905 році.

## Будова
На відміну від більшості грибів роду Ризопус утворює не чорну, а білу цвіль.

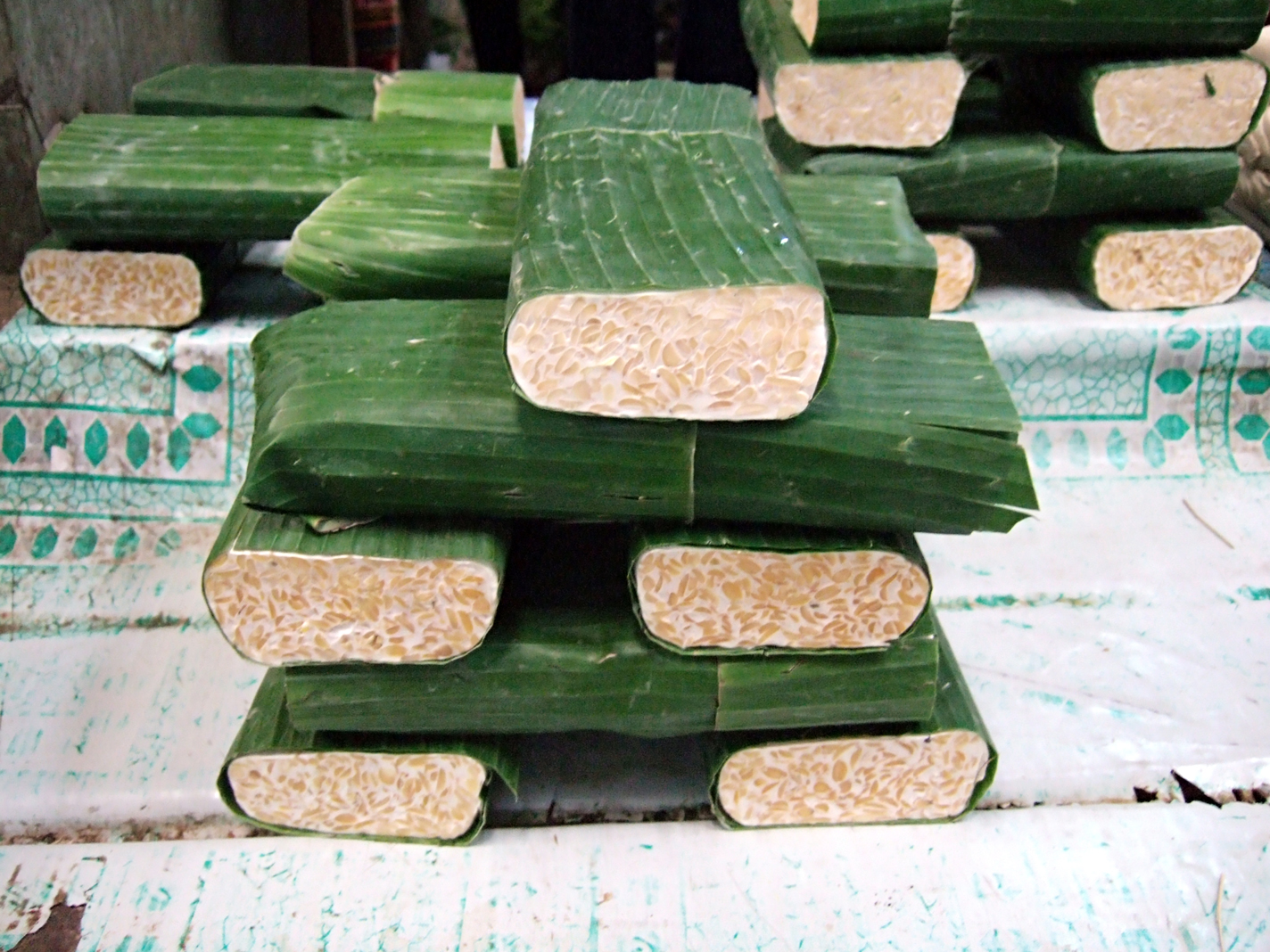
Бруски свіжого темпе, загорнуті в пальмове листя, на ринку в Джакарти, Індонезія

## Поширення та середовище існування
Розвивається на продуктах харчування при температурі 30-40 °C, що оптимально підходить для розведення його в Індонезії. У Америці розводять у промислових масштабах для виробництва темпе.

## Практичне використання
Одомашнений в Індонезії. Використовується для виготовлення темпе — це ферментований спресований коржик з соєвих бобів і грибкової культури. Rhizopus oligosporus утворює білу цвіль, яка проникає у соєву масу, змінюючи її текстуру і утворюючи шкоринку, схожу на сирну. Темпе стає дуже в'язким і щільним, як м'ясо, та набуває горіховий присмак. За смаком темпе порівнюють з телятиною.
У Кореї виготовляють темпе з соєвої пульпи окари.
Харчові продукти на основі зброджених пліснявими грибами Rhizopus oligosporus соєвих бобів або пшениці містять в 5 — 7 разів більше таких вітамінів, як рибофлавін, нікотинова кислота і вирізняються підвищеним у кілька разів вмістом білка.